# 萬年清
萬年清（？—？），雲南廣南府人，清朝軍事將領，同武進士出身。
萬年清原名朝舉，嘉慶六年（1801年），中式辛酉恩科三甲武進士。以營守備用。後官江西南昌城守營都司。